# 帕羅拉戰車博物館
帕羅拉戰車博物館（芬蘭語：Panssarimuseo，正式名稱為裝甲博物館）是一間位於芬蘭坎塔海梅區哈圖拉的軍事博物館，主要展示戰車、反戰車武器以及其歷史。館內收藏了芬蘭獨立以來所有使用過的戰車、裝甲車、反戰車武器和裝甲列車。距離博物館數公里處是芬蘭裝甲旅位於帕罗兰努米的營區和訓練場。每年有超過30,000人參觀這座博物館，使其成為當地知名且受歡迎的景點。

## 簡史
戰車博物館成立於1961年6月18日，60輛裝甲車、30門反戰車武器和一輛裝甲列車，藏品總計8000件，圖像照片20000張。最初在露天場地展示一系列繳獲的車輛以及芬蘭國防軍從盟國獲得的車輛，這些展品最初完全沒有保護，而與芬蘭裝甲部隊歷史相關的文物則展示在一個相對較小的建築物內。之後由於國際對該博物館的興趣日益濃厚，加上現代博物館理念的推動，博物館開始擴建並保護戶外展示的車輛。為了一些獨特的展品，博物館建造了帶頂棚的車位，以減少天氣對展品的影響。
此外，博物館還新建了一棟建築用於展示反戰車武器，並設立了專門的引擎展示廳。

## 展出品
以下為不完全列表：
- 雷诺FT-17坦克
- 卡登·洛伊德超輕型戰車
- 維克斯六噸戰車
- T-26戰車
- T-28戰車
- T-50戰車
- T-60戰車
- T-70戰車
- BT-42突擊炮
- T-34戰車：愛稱「潛鴨」（Sotka）
- T-34/85戰車：愛稱「長管潛鴨」（Pitkäputkinen Sotka）
- JSU-152戰車
- KV-1戰車：愛稱「克利米」（Klimi）
- KV-1E戰車
- BA-20M裝甲車（俄语：БА-20）
- BA-10裝甲車（俄语：БА-10）
- T-20裝甲履帶牽引車
- T-54主力戰車：愛稱「尼基塔」（Nikita）
- T-55M主力戰車
- T-72M1主力戰車
- ZSU-57-2自行防空炮
- BTR-50裝甲運兵車（英语：BTR-50）
- BTR-60裝甲運兵車
- BTR-80裝甲運兵車
- BMP-1步兵戰車
- PT-76兩棲戰車
- 豹2A4主力戰車
- 三號突擊砲：愛稱「斯圖米」（Sturmi）
- 四號戰車：愛稱「四號戰車」（Panssari Nelonen）
- FAMO（英语：FAMO）半履帶牽引車
- 雪貂裝甲車
- 亨伯猪裝甲車（芬蘭語：亨伯猪裝甲車）：愛稱「佩姬」（Piki）
- M2半履帶車
- L-62 ANTI II自走防空炮（芬蘭語：Landsverk Anti II）
- M4雪曼戰車
- AMV裝甲車
- AMOSAMV裝甲車
- MT-LB裝甲輸送車
- 御夫座坦克
- 彗星戰車
- 裝甲列車

## 資料來源
1. ↑  Miia Lenkkeri: Pyhän ristin kirkko ja panssarimuseo ovat matkailijoiden suosikkeja. Hämeen Sanomat 8.6.2001.
2. 1 2  . Explorando.info.   [2025-06-13] （英语）.